# Harang-völgy
Koordináták: é. sz. 47° 30′ 32″, k. h. 18° 58′ 11″47.508987°N 18.969804°E

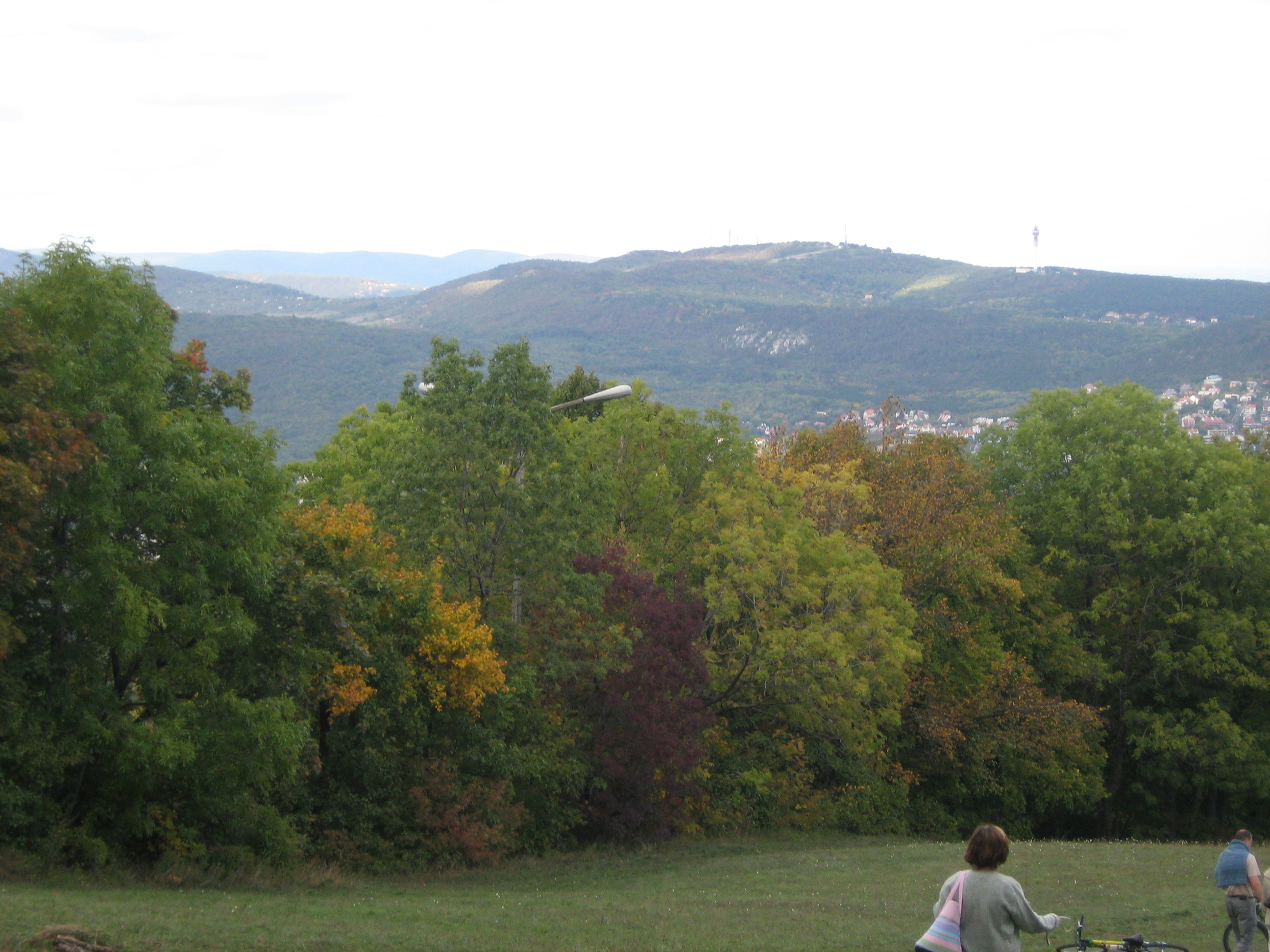

A Harang-völgy egy völgy a Budai-hegységben, Budapesten a Normafa és Zugliget között.

## Leírása
A völgy Budapest XII. kerületében található, a Normafa-lejtő folytatásában északi irányba lefutó, keskeny és meredek oldalú völgy, alsó részén a Harangvölgyi út   halad. Folytatása a Csermely-völgybe torkolló Mária-völgy, amelyen a Zugligeti út halad. A mély, kanyargós völgy az 1940-es évek óta sípályaként üzemel, télen kedvelik a szánkózók is.

## Élővilág
Élővilága változatos, főként a lepkefélék, elsősorban a boglárkafélék érdemelnek említést. A völgy ritkasága a csíkos boglárka. Az erdőssztyeprétekre jellemző élővilágot a zöldfelületet gondozó Normafa Park úgynevezett "mozaikos kaszálással" próbálja megőrizni, hiszen a sok turista zavaró hatást jelent.

## Megközelítés
A Harang-völgy közösségi közlekedéssel legegyszerűbben a Széll Kálmán tértől a Zugligeti útig közlekedő 155-ös busszal közelíthető meg, annak a külső végállomás épp a Harang-völgy talpánál a Zugligeti út és a Kútvölgyi út találkozásánál található. A völgy felsőbb szakaszai közösségi közlekedéssel nem érhetők el, csak hosszabb sétával közelíthetők meg az Istenhegyi út térségében közlekedő, illetve a Normafa térségét érintő járatoktól (21-es busz, Fogaskerekű, Gyermekvasút stb.).